# Rashid Ramzi
Rashid Ramzi (en árabe: رشيد رمزي) (n. el  17 de julio de 1980 en Safi, Marruecos) es un atleta que adquirió la nacionalidad bareiní en 2002, y que compite en los 800, 1500 y 5000 metros.

## Carrera
En el Campeonato Mundial de Atletismo de 2005 en Helsinki, Rachid Ramzi fue el primer atleta desde Peter Snell en 1964, en batir las marcas de los 800 m y los 1500 m en una misma competición mundial. 
En los Juegos Olímpicos de Pekín 2008, fue inicialmente el vencedor de los 1500 metros con una marca de 3:32.94, pero en abril de 2009, el Comité Olímpico de Baréin informó de que Rashid dio positivo por EPO CERA en el test de dopaje. Tras la confirmación de este resultado, en noviembre de 2009 fue desposeído de su medalla, que hubiera sido la primera de Baréin en la historia del olimpismo.